# Teti
Teti – miejscowość i gmina we Włoszech, w regionie Sardynia, w prowincji Nuoro.
Według danych na rok 2004 gminę zamieszkiwało 812 osób, 18,9 os./km². Graniczy z Austis, Ollolai, Olzai, Ovodda i Tiana.